# Плехов Віктор Володимирович
Віктор Володимирович Плехов (1 травня 1927 — 14 жовтня 1998) — передовик радянської будівельної промисловості, машиніст прокатної машини Саратовського заводу технічного скла Міністерства промисловості будівельних матеріалів РРФСР, Герой Соціалістичної Праці (1971).

## Біографія
Народився в 1927 році у селі Вятка, нині Усть-Ішимського району Омської області в російській селянській родині. Закінчив сім класів школи.
У 1945 році призваний до лав Червоної армії. Служив у Москві в Кремлівському полку. Учасник параду Перемоги в 1945 році. Далі проходив навчання в прикордонному училищі в Саратові, потім служив на Далекому Сході на кордоні. У 1957 році звільнений у запас.
Повернувся в місто Саратов на постійне місце проживання. Працевлаштувався на споруджуваному заводі технічного скла. Працював електромеханіком. Незабаром направлений на підвищення кваліфікації та навчання нової професії на скляний завод в Гусь-Хрустальний. Там освоїв професію машиніста прокату широкогабаритного скла. Вивчив технологію прокату, навчився вирізати скло.
Повернувшись на завод, брав участь у будівництві печей, а також у монтажних роботах і налагодженні обладнання. Саме він запалив перший факел у печах 15 березня 1958 року, давши старт новому виробництву. У 1961 році на замовлення уряду країни було виготовлено скло для Палацу з'їздів у Кремлі.
Указом Президії Верховної Ради СРСР від 7 травня 1971 року за досягнення високих показників у виробництві будівельних матеріалів Віктору Володимировичу Плехову присвоєно звання Героя Соціалістичної Праці з врученням ордена Леніна та медалі «Серп і Молот».
Проживав у місті Саратові.
Помер 14 жовтня 1998 року. Похований на Єлшанському кладовищі.

## Нагороди
- Золота Зірка «Серп і Молот» (07.05.1971)
- орден Леніна (07.05.1971)
- Орден Трудового Червоного Прапора (28.07.1966)
- Медаль «За бойові заслуги» (03.12.1955)
- інші медалі.